# Comitatul Davidson, Carolina de Nord
Comitatul Davidson (în engleză Davidson County) este un comitat din statul Carolina de Nord, Statele Unite ale Americii.